# Manden, der gøer
|  | Denne artikel er oprettet af botten PalnaBot ud fra en ekstern database. Den kan derfor have sproglige fejl eller mangler. Denne skabelon kan fjernes efter kontrol af indholdet. |

Manden, der gøer er en stumfilm fra 1919 instrueret af Lau Lauritzen Sr. efter eget manuskript.